# Эппингер, Ганс
Ганс Эппингер — младший (нем. Hans Eppinger junior; 5 января 1879, Прага, Цислейтания — 25 сентября 1946, Вена) — австрийский врач, участвовавший в экспериментах нацистов над людьми во время Второй мировой войны.

## Биография
Ганс Эппингер родился в городе Праге, сын врача Ганса Эппингера — старшего. Получил образование в Граце и Страсбурге. В 1903 году он стал медицинским доктором в Граце, работал в медицинской клинике. В 1908 году переезжает в Вену, где в 1909 году начинает специализироваться на внутренней медицине, особенно в изучении печени. Стал профессором в 1918 году, после чего преподавал в Фрайбурге в 1926 году и в Кёльне в 1930 году.
В 1936 году посещал Москву, где лечил Иосифа Сталина. Годом позже был вызван для лечения Эдинбургской герцогини Марии. Эппингер был членом НСДАП с сентября 1937 года.
Во время Второй мировой войны проводил эксперименты над заключёнными в концентрационном лагере Дахау совместно с профессором Вильгельмом Байгльбёком. Производил тесты на 90 цыганских заключённых, давая им морскую воду в качестве единственного источника жидкости. В некоторых случаях вкус воды был замаскирован, чтобы скрыть содержание соли. В результате этого эксперимента их организмы были настолько обезвожены, что жертвы эксперимента облизывали недавно вымытый пол в надежде получить немного воды. Основной целью экспериментов было определить, получат ли заключённые какие-либо серьёзные физические осложнения или же умрут. Длительность каждого эксперимента составляла от 6 до 12 дней.
После войны совершил самоубийство при помощи яда. Это произошло за месяц до того, как ему нужно было свидетельствовать на Нюрнбергском процессе. Его коллега по Дахау Вильгельм Бейгльбёк на этом процессе был приговорён к 15 годам заключения. Позднее был обнаружен невостребованный счёт Эппингера в швейцарском банке.
В 1970 году Фондом  Фалька (при Dr. Falk Pharma GmbH, Фрайбург) учреждена премия имени Эппингера за выдающийся вклад в исследование печени. Однако когда три года спустя был пролит свет на действия доктора Эппингера в Дахау, премия была отменена.